# بيتر ستيمني
بيتر ستيمني (بالسويدية: Petter Stymne)‏ (مواليد 9 مايو 1983) هو سبّاح سويدي، مثّل بلاده في الألعاب الأولمبية الصيفية 2008.

## روابط خارجية
بيتر ستيمني على موقع الاتحاد الدولي للسباحة (الإنجليزية)
- بيتر ستيمني على موقع SwimRankings.net (الإنجليزية)
- بيتر ستيمني على موقع أوليمبيديا (الإنجليزية)
- بيتر ستيمني على موقع اللجنة الأولمبية السويدية (السويدية)